# 王昕 (同治進士)
王昕，字嘯岩、曉巖，號寅谷，順天府薊州（今天津市薊縣）人，清朝政治人物、進士出身。
同治元年（1862年），登進士，改翰林院庶吉士。散馆授翰林院編修。同治八年，改山西學政。